# Пам'ятка природи «Колонія сірих чапель»
Пам'ятка природи «Колонія сірих чапель» була оголошена рішенням виконкому Миколаївської обласної ради депутатів трудящих від 20.112.1976 № 668 «Про затвердження природних об'єктів пам'ятками природи місцевого значення», на землях Вознесенського району Миколаївської області (с. Трикрати, урочище «Василева пасіка»).
Площа — 0,1 га.

## Скасування
Рішенням Миколаївської обласної ради від 23.12.1999 № 5 "Про розширення Регіонального ландшафтного парку «Гранітно-степове побужжя» пам'ятка була скасована.
Згодом відбулось входження території до Регіонального ландшафтного парку «Гранітно-Степове Побужжя»...